# جاكلين ماسون
جاكلين ماسون (بالإنجليزية: Jacqueline Mason)‏ هي حكمة التزلج على الجليد ‏ أسترالية، ولدت في 27 نوفمبر 1936.

## وصلات خارجية
- جاكلين ماسون على موقع أوليمبيديا (الإنجليزية)
- جاكلين ماسون على موقع اللجنة الأولمبية الأسترالية (الإنجليزية)